# 石谷清倚
石谷 清倚（いしがや せいき、生没年不明）は、江戸時代の旗本。

## 生涯
『寛政譜以降旗本家百科事典』に拠れば、『弘化5年武鑑』において、1,100石旗本の石谷清暠の跡を継いだ様子である。しかしながら石谷清倚の父は石谷主水と記載されており、石谷清暠が主水を称したかどうかが不明であるため、石谷主水が石谷清暠と同一人物かどうかは不明である。
石谷清倚は、天保15年（1844年）1月11日に、西丸書院番より使番を務めたという。嘉永元年（1848年）5月27日に職を辞し、安政元年（1855年）には、寄合であったという。
狛江市に拠れば、明治元年（1868年）5月の上野戦争において、和泉村を知行していた石谷清倚が、入間村の御用商人油屋清兵衛の道案内を受け、菩提寺の泉龍寺まで退去したと伝えられている。